# Hòa ước Basel
Hòa ước Basel (tiếng Đức: Friede von Basel; tiếng Pháp: Paix de Bâle) được ký kết vào năm 1795, bao gồm 3 hiệp ước hòa bình liên quan đến Pháp trong Cách mạng Pháp (đại diện bởi François de Barthélemy).
- Hòa ước đầu tiên được ký với Phổ (đại diện bởi Karl August von Hardenberg) vào ngày 5 tháng 4;[2]
- Hòa ước đầu tiên được ký với Tây Ban Nha (đại diện bởi Domingo d'Yriarte) vào ngày 22 tháng 7, kết thúc Chiến tranh Pyrenees; Và
- Hòa ước đầu tiên được ký với Bá quốc Hessen-Kassel (đại diện bởi Friedrich Sigismund Waitz von Eschen) vào ngày 28 tháng 8, kết thúc giai đoạn Chiến tranh Cách mạng Pháp chống lại Liên minh thứ nhất.[1]

Với sự khôn ngoan ngoại giao tuyệt vời, các hiệp ước đã giúp Pháp xoa dịu và chia rẽ từng kẻ thù của Liên minh thứ nhất. Sau đó, nước Pháp cách mạng nổi lên như một cường quốc lớn ở châu Âu.
Hiệp ước đầu tiên, vào ngày 5 tháng 4 năm 1795 giữa Pháp và Phổ, đã được thảo luận từ năm 1794. Phổ rút khỏi liên minh đang thực hiện việc phân chia Ba Lan sắp xảy ra và khi thích hợp, rút quân chống lại Áo và Nga. (Xem thêm Chiến tranh Cách mạng Pháp và Chiến tranh Napoléon). Trong bí mật, Phổ công nhận quyền kiểm soát của Pháp đối với bờ Tây sông Rhein trong khi chờ được chuyển nhượng bởi Đại hội Đế chế. Pháp trả lại toàn bộ vùng đất phía Đông sông Rhine chiếm được trong chiến tranh. Vào đêm ngày 6 tháng 4, văn kiện được ký bởi đại diện của Pháp và Phổ: François de Barthélemy và Karl August von Hardenberg. Họ không gặp mặt nhau, mỗi người ở tại nơi ở riêng của mình ở Rosshof hoặc Markgräflerhof, và giấy tờ được chuyển phát nhanh thông qua người chuyển phát. Hiệp ước nhượng lại bờ trái sông Rhine nằm trong một điều khoản bí mật, cùng với lời hứa sẽ bồi thường cho bờ phải nếu bờ trái sông Rhein được duy trì trong một nền hòa bình chung cuối cùng ở Pháp. Peter Ochs đã soạn thảo hiệp ước và đóng vai trò là người hòa giải cho phần lớn các báo cáo tài chính này.
Phổ tuân theo thỏa thuận của Hiệp ước Basel cho đến năm 1806, khi nước này gia nhập Liên minh thứ tư.
Trong hòa ước thứ hai, vào ngày 22 tháng 7, Tây Ban Nha nhượng 2/3 phía đông đảo Hispaniola cho Pháp để đổi lấy Gipuzkoa. Người Pháp cũng đến vào ban đêm để ký hiệp ước hòa bình giữa Pháp và Tây Ban Nha, trong đó Tây Ban Nha được đại diện bởi Domingo d'Yriarte, người đã ký hiệp ước tại dinh thự của Ochs, Holsteinerhof.
Những hòa ước này với Phổ và Tây Ban Nha đã có tác dụng phá vỡ liên minh giữa hai đối thủ của Đệ Nhất Cộng hòa Pháp.
Vào ngày 28 tháng 8 năm 1795, hòa ước thứ ba được hoàn thành, một hiệp ước hòa bình giữa Pháp và Bá quốc Hessen-Kassel, được ký bởi Friedrich Sigismund Waitz von Eschen.
Ngoài ra còn có một thỏa thuận trao đổi quân Áo bị bắt ở Bỉ.